# Historia Szwajcarii

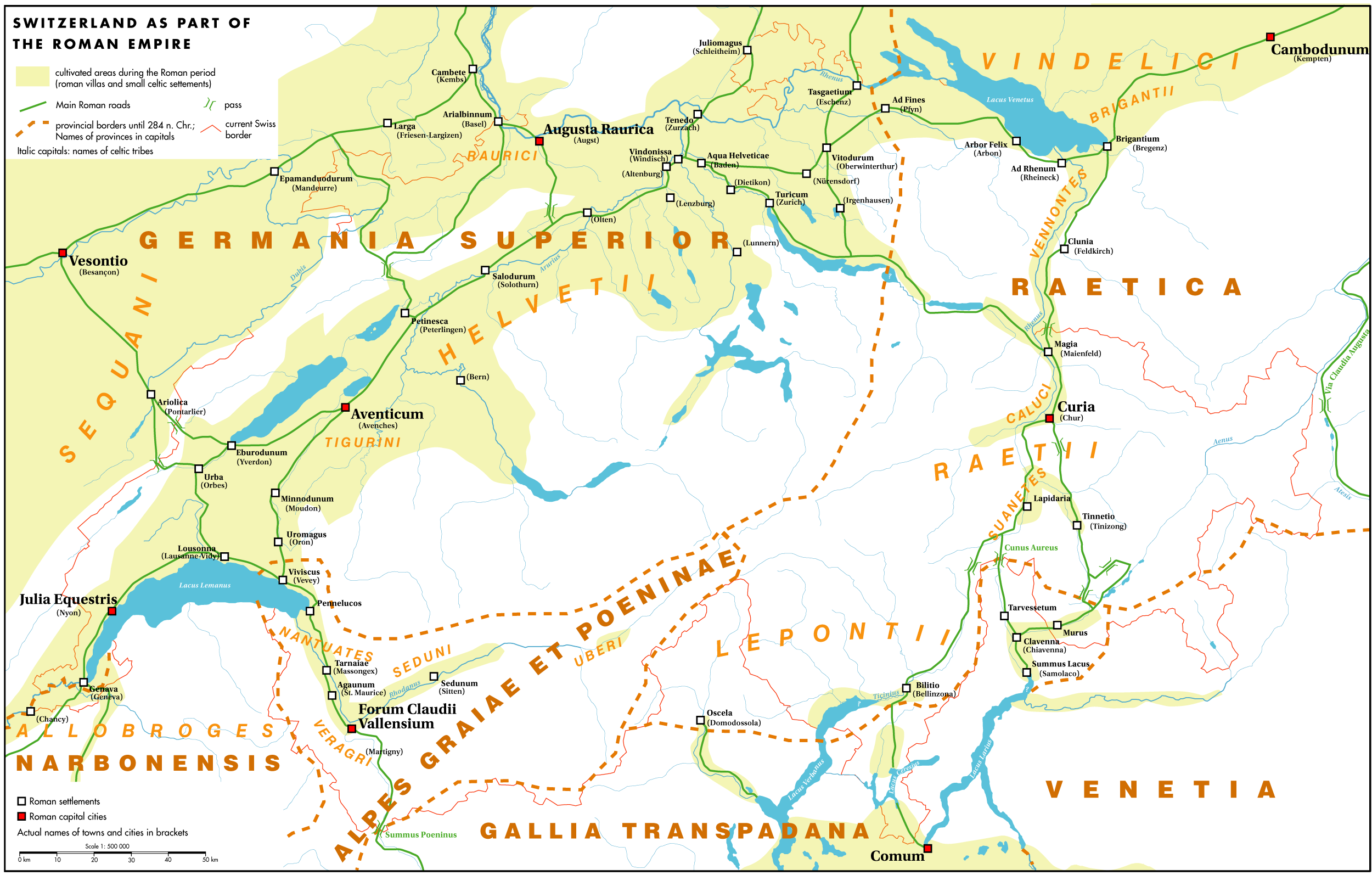
Mapa Szwajcarii z czasów rzymskich

W czasach starożytnych obszary obecnej Szwajcarii były zamieszkane przez Retów i Celtów. Na przełomie II i I wieku p.n.e. w dolinie rzeki Aare osiedliło się celtyckie plemię Helwetów. W 58 p.n.e. Helwetia została włączona do Galii. W połowie V wieku południowo-zachodnie terytorium współczesnej Szwajcarii znalazło się pod panowaniem Burgundów, a północno-wschodnie – Alemanów. W latach 534–535 Helwetia została zajęta przez państwo Franków. W IX wieku podzielona pomiędzy Królestwem Burgundii a Niemcami. Od lat 1032–1034 w całości przeszła pod władzę cesarzy. W XI–XIII wieku na obszarze Szwajcarii nastąpił rozwój lokalnych świeckich i duchownych struktur władzy. W drugiej połowie XIII wieku w południowo-zachodniej Szwajcarii panowała dynastia hrabiów sabaudzkich, a na północnym wschodzie Habsburgowie.

## Związek Szwajcarski

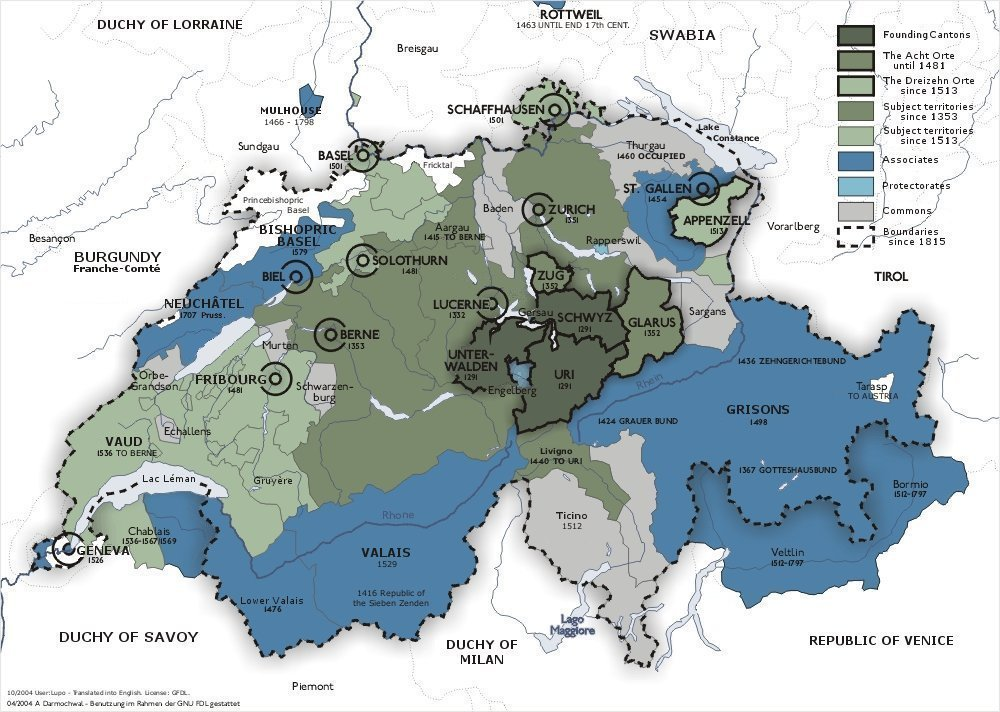
Rozwój terytorialny Szwajcarii XIII–XVI wiek

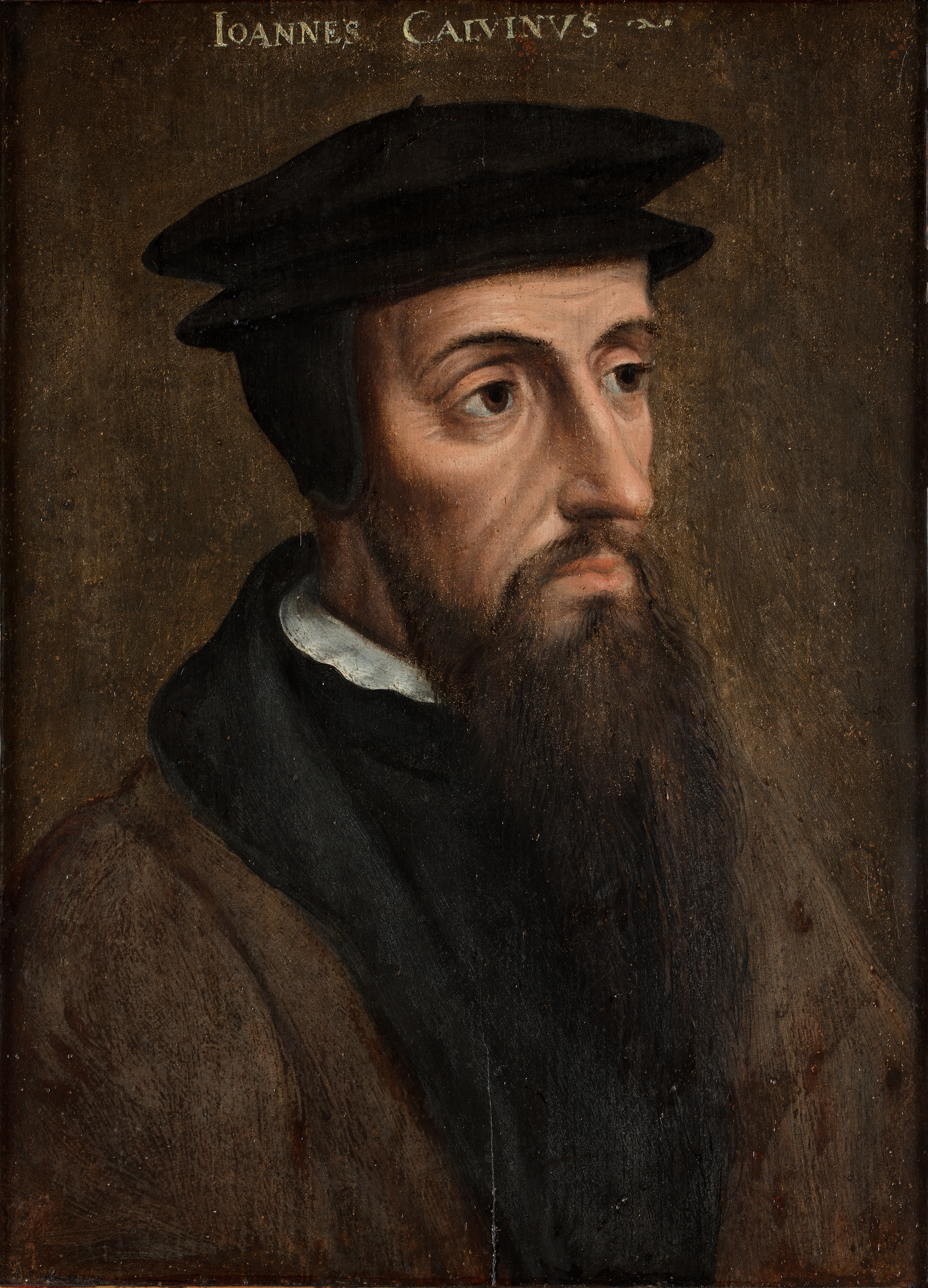
Jan Kalwin

Początki tworzenia państwa Szwajcarskiego sięgają XIII wieku. W 1291 prakantony Uri, Schwyz i Unterwalden zawarły Akt Konfederacji Szwajcarskiej, który przyczynił się do powstania Związku Szwajcarskiego. Akt z 1291 między tzw. leśnymi kantonami stanowił sojusz obronny w przypadku agresji zewnętrznej.
Działania, polegające na wewnętrznej konsolidacji terytorialnej i toczenie walk z cesarstwem, miały na celu uniezależnienie od Habsburgów. Te dążenia znalazły swoje odzwierciedlenie w legendach o przysiędze na Rutli, Wilhelmie Tellu i Winkelriedzie. Przez cały XIV wiek Szwajcarzy prowadzili wojny z Habsburgami, zwyciężając w następujących bitwach:
- 1315 – pod Morgarten,
- 1386 – pod Sempach
- 1388 – pod Nafels.

Skutkiem zwycięstw stało się utrwalenie niezależności politycznej Szwajcarów. W latach 1332–1353 do Związku Szwajcarskiego przystąpiły następujące kantony: Berno, Glarus, Lucerna, Zug, Zurych. Ten ostatni w 1436 wszedł w ostry spór o hrabstwo Toggenburg z kantonem Schwyz, popieranym przez Glarus, Uri i Unterwalden, który doprowadził do wojny. Zurych uzyskał pomoc księcia Fryderyka III Habsburga, a następnie króla Francji Karola VII. Po kilkunastu latach bratobójczych wojen, dzięki mediacji burmistrza Augsburga Piotra von Argun, Zurych otrzymał część spornych terenów, w zamian za co zerwał swe kontakty z Austrią. Zachowało to jedność federacji, która mogła dalej się rozwijać.
W 1451 pod zwierzchność Zurychu, Lucerny i Glarus przeszło dobrowolnie zasobne opactwo Sankt Gallen. Trzy lata później te same miasta wzięły wspólnie pod opiekę samo miasto St. Gallen, będące żywym ośrodkiem międzynarodowego handlu suknem. W 1457 pod opiekę Zurychu przeszła Szafuza.
W latach 60. i 70. XV w. związek toczyła zażarte wojny z Burgundami, zakończone ostatecznie klęskami tych drugich w bitwach pod Morat w czerwcu 1476 oraz pod obleganym nieskutecznie przez Karola Śmiałego Nancy w styczniu roku następnego.
W 1499, po klęsce wojsk króla Maksymiliana I Habsburga w bitwie pod Dornach, Związek Szwajcarski został uznany przez cesarstwo. W latach 1501–1513 związek został poszerzony o kantony: Appenzell, Bazylea, Gryzonia (jako sprzymierzeniec), Szafuza (jako dwunasty pełnoprawny kanton). W latach 1500–1515 na skutek udziału w wojnach włoskich do Związku Szwajcarskiego przyłączone zostały m.in.: Locarno, Lugano, Valtellina nad Adygą (do 1797). Ekspansja terytorialna Szwajcarii została zakończona w 1515 wskutek przegranej bitwy pod Marignano, w której zwyciężyła koalicja Republiki Weneckiej i Francji.

## Reformacja
W XVI wieku Szwajcaria stała się jednym z centrów reformacji. Uldrich Zwingli i Jan Kalwin prowadzili swoją działalność w miastach, będących siedzibą władz lokalnych. Wojny religijne doprowadziły w 1531 do podziału wyznaniowego Szwajcarii. W 1648 niepodległość Szwajcarii została potwierdzona przez pokój westfalski. W drugiej połowie XVII wieku Szwajcaria przygarnęła hugenockich uciekinierów z Francji, wskutek czego odnotowała wzrost gospodarczy, bowiem Hugenoci trudnili się przeważnie rzemiosłem.

## Rewolucja francuska
Brak scentralizowanej władzy wywołał w XVIII wieku kryzys polityczny i społeczny. Władzę sprawowali bogaci mieszczanie i szlachta, co stało się główną przyczyną buntów reszty społeczeństwa. Pod wpływem nastrojów w sąsiedniej Francji w Szwajcarii dochodziło do powstania zrzeszeń o poglądach rewolucyjnych. W 1798 działacze liberalno-lewicowi w porozumieniu z rządem francuskim doprowadzili do wybuchu powstania w Vaud. Na skutek działań zbrojnych tzw. Stara Konfederacja Szwajcarska została zastąpiona nowym państwem o nazwie Republika Helwecka. Kryzys wewnętrzny ułatwił Francuzom interwencję w sprawy Szwajcarii. Napoleon Bonaparte narzucił jej nową konstytucję zwaną Aktem Mediacyjnym, która uzależniała Szwajcarów od Francji i wymusiła na nich udział w wojnach napoleońskich po stronie Napoleona. Niekorzystna dla Szwajcarii sytuacja polityczna spowodowała nasilenie w społeczeństwie nastrojów antyfrancuskich.

## Neutralność
18 listopada 1813 rząd Szwajcarii ogłosił neutralność. 20 maja 1815 kongres wiedeński został jej gwarantem. W 1817 Szwajcaria przystąpiła do Świętego Przymierza, co spowodowało umocnienie się strony konserwatywnej. Spory pomiędzy katolikami a protestantami z jednej strony oraz pomiędzy liberałami a klerykałami z drugiej przyczyniły się do wybuchu wojny domowej 1847, w której zwyciężyła strona radykalna. W 1848 została przyjęta nowa demokratyczna konstytucja, na mocy której związek państw stał się państwem związkowym (od 1874 republika federacyjna) ze stolicą w Bernie.
Na przełomie XIX i XX wieku w Szwajcarii nastąpił prężny rozwój gospodarki. W strukturze przemysłu dominowały drobne przedsiębiorstwa. Rozwinęła się bankowość, turystyka zagraniczna, podniosła się stopa życiowa mieszkańców. Ponieważ Szwajcaria miała status państwa neutralnego, została dogodnym miejscem dla emigrantów politycznych (m.in. polscy wychodźcy popowstaniowi, polscy emigranci-socjaliści) oraz miejscem schronienia dla rewolucjonistów rosyjskich. Uczelnie szwajcarskie przyciągały młodzież polską z trzech zaborów. W końcu XIX wieku Szwajcaria zaczęła tworzyć swój system obronny, Redutę Centralną.

## XX wiek

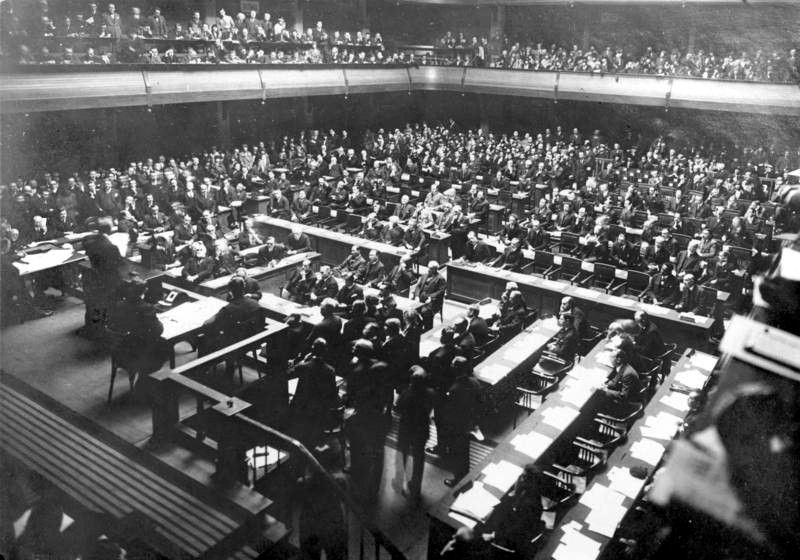
Posiedzenie końcowe Ligi Narodów w Genewie w 1926

Podczas pierwszej i drugiej wojny światowej Szwajcaria zachowała neutralność. W 1921 weszła do Ligi Narodów, siedzibą została Genewa. W międzywojniu krajem rządziły gabinety koalicyjne (najsilniejszą partią była Szwajcarska Partia Radykalno-Demokratyczna). Ogólnie Szwajcaria była państwem z silnym przemysłem, jednak przemysł rozwinął się w niektórych kantonach ze względu na ich położenie geograficzne, np. w Gryzonii, gdzie dominowały turystyka i hotelarstwo. Pomimo rozwoju tych gałęzi gospodarczych poziom bezrobocia w niektórych regionach był wysoki, co powodowało obawy przed emigrantami zarobkowymi (Überfremdung). W polityce zagranicznej, mimo kompromisów wobec narastającego w Europie faszyzmu, udało się Szwajcarii zachować neutralność, mimo prozachodnich sympatii. Od 1923 Helweci zacieśniali stosunki ekonomiczne i polityczne z Księstwem Liechtensteinu, wiążąc ten kraj z własnym na płaszczyźnie ekonomicznej i politycznej.
W latach 30. XX wieku Szwajcaria rozpoczęła przygotowania do obrony kraju, mając na uwadze, że jej terytorium (zwłaszcza między Jeziorem Bodeńskim a Bazyleą) może zostać wykorzystane w wojnie Niemiec (i ewentualnie Włoch) z Francją. W związku z powyższym postanowiono przygotować kraj do obrony okrężnej, aby być gotowym do odparcia ewentualnej agresji z każdego kierunku. W istocie jednak rozumiano, że ewentualna agresja może nadejść tylko ze strony Niemiec, a budowa fortyfikacji na granicy z Francją w Jurze, konfiskata wydanych „Rozmów z Hitlerem” Rauschninga czy nawoływanie prasy do powściągania krytyki wobec Niemiec miały być tylko demonstracjami neutralności. Od samego początku wojny uważano Niemców za agresorów, którzy w wyniku swojej bezwzględności rozpętali konflikt rezygnując z pokojowych negocjacji na temat Gdańska i Pomorza. Sama Polska cieszyła się przy tym wielką sympatią, a wyrazem poparcia dla jej postawy było powołanie organizacji charytatywnej „Pro Polonia” od początku konfliktu. Wydany w Niemczech zakaz rozpowszechniania prasy szwajcarskiej ułatwił podjęcie decyzji o zakazie przywozu do Szwajcarii gazet Reichsdeutsche, Alemanne i Der Stürmer. Cenzurowano też niemieckie kroniki filmowe. Co jednak czekało Szwajcarię w przypadku zwycięstwa niemieckiego, obywatele tego kraju mogli usłyszeć samemu słuchając emitowanych przez radio niemieckich piosenek żołnierskich, wśród których znajdowała się ta o treści und die Schweiz, das Stachelschwein, nehmen wir am Heimweg ein! [a jak będziemy wracać do domu, po drodze podbijemy Szwajcarię, tego jeżozwierza!].
W czasie II wojny światowej na terenie Szwajcarii działał Międzynarodowy Czerwony Krzyż. W tym czasie ożywioną działalność prowadziły na jej terenie wywiady stron walczących, m.in. USA (Allen Dulles), z którym potajemnie współpracowało dowództwo armii szwajcarskiej. W 1940, po zajęciu Francji przez III Rzeszę, Szwajcaria została krajem, w którym internowano 43 tys. żołnierzy francuskich i polskich, przyjęto też – mimo wprowadzenia 1 września 1939 obowiązku wizowego – 51 219 uchodźców (w tym Tomasza Manna), co dało asumpt do nazwania kraju przepełnioną szalupą ratunkową:

Ktokolwiek dowodzi małą szalupą ratunkową o niewielkiej pojemności, która jest już prawie pełna i na dodatek ma równie ograniczone zapasy żywności, kiedy widzi, że obok krzyczą tysiące rozbitków z tonącego statku, domagając się pomocy, musi być twardy, gdyż nie może ich wszystkich uratować. Nie zachowuje się nieludzko, kiedy wcześnie ostrzega przed fałszywymi nadziejami, i stara się ocalić przynajmniej tych, których już zabrał na pokład.

W istocie rzeczy Szwajcaria odmawiała przyjmowania na swoje terytorium wyłącznie mężczyzn w wieku 16–60 lat (z wyjątkiem krótkiego okresu w sierpniu 1942, kiedy zarządzeniem Rady Związkowej nakazano ekstradycję wszystkich nielegalnych imigrantów; postanowienie to było jednak oprotestowywane, a nawet sabotowane przez część kantonów, w związku z czym w praktyce nie weszło w życie, a w okresie sierpień-grudzień 1942 do kraju wpuszczono 7899 osób, a 1949 odmówiono wstępu). Przyjęcie większej liczby uchodźców byłoby łatwiejsze, gdyby inne kraje neutralne lub alianckie zobowiązały się do ich późniejszego wpuszczania na swoje terytorium. Tymczasem w 1940 kraje alianckie przyjęły 170 osób, które opuściły Szwajcarię, w 1941 – 1201, a na początku 1942 – 148 (USA przyjęły odpowiednio zaledwie 32, 566 i 30 osób). Z kolei Niemcy, zirytowani faktycznym brakiem restrykcji w przyjmowaniu żydowskich uchodźców, których do Szwajcarii przedostało się ok. 10 tysięcy, określali Szwajcarów w swoich pismach propagandowych jako górskich semitów (Bergsemiten). Po kapitulacji Włoch, władze Szwajcarii przystały na przyjmowanie wszystkich uchodźców żydowskich z tego kraju, w wyniku czego tylko do końca 1943 przyjęto 7800 cywili, a ponadto 20 tys. włoskich żołnierzy. W 1944 konfederacja postanowiła przyjąć dodatkowo 14 tys. węgierskich Żydów, jednakże z uwagi na brak możliwości przewiezienia ich do Szwajcarii, konsul szwajcarski w Budapeszcie Carl Lutz, działający w podobny sposób jak Raoul Wallenberg, „ograniczył się” do wydawania szwajcarskich dokumentów, które dostały się w ręce 62 tys. ze 100 tys. uratowanych węgierskich Żydów. W lutym 1945 Szwajcaria przyjęła 1200 Żydów uwolnionych z Terezina. Jednocześnie, chcąc uniknąć napływu zbrodniarzy nazistowskich, zamknięto granicę z Niemcami.
Według stanu z dnia zakończenia II wojny światowej, Szwajcaria miała na swoim terytorium 106–115 tys. uchodźców, w tym 46 470 internowanych żołnierzy. Ogółem przez cały okres wojny w Szwajcarii znalazło schronienie 295 381 osób: 103 869 internowanych żołnierzy, 55 018 uchodźców cywilnych (w tym 21 858 Żydów), 9909 emigrantów przybyłych w sposób legalny (w tym 6654 Żydów), 251 uchodźców politycznych, 59 785 dzieci (przybywających z krajów okupowanych na określony czas celem poprawy zdrowia) oraz 66 549 przygranicznych uchodźców, którzy chronili się na terenie konfederacji na czas przejścia frontu. Odmowa wstępu dotknęła 24 398 osoby, w tym 9703 znane z nazwiska. Na pomoc uchodźcom w latach 1936–1954 Szwajcaria wydała 128 mln franków ze źródeł publicznych oraz 87 mln franków ze źródeł prywatnych. 19-tys. społeczność szwajcarskich Żydów wsparła uchodźców kwotą prawie 10 mln franków. Ponadto konfederacja w l. 1940-1950 przekazała na pomoc uchodźcom w innych krajach – głównie za pośrednictwem Czerwonego Krzyża – blisko 352 mln franków ze źródeł federalnych i ponad 631 mln franków ze środków prywatnych.
Ze względu na brak samowystarczalności gospodarczej, w czasie wojny odbywała się normalna wymiana towarowa między Niemcami a Szwajcarią. Pomimo zatrudnienia 1/3 ludności spośród 4,2 mln populacji w rolnictwie, Szwajcaria uzależniona była od sprowadzania żywności i paliw, w tym węgla i gazu, dlatego też wprowadzono ich reglamentację (np. benzyna była dostępna wyłącznie dla pojazdów wojskowych i służby zdrowia, a miesięczny przydział masła wynosił 100 g) oraz próbowano używania zamienników (np. torfu jako opału). Szwajcarskie przedsiębiorstwa i ich filie w Niemczech korzystały z pracy przymusowej robotników i jeńców wojennych.
Szwajcaria produkowała broń (np. działka przeciwlotnicze Oerlikon) dla wszystkich stron konfliktu, zarówno dla krajów neutralnych (Turcji oraz Danii, Holandii i Jugosławii przed zaatakowaniem 3 ostatnich państw przez Niemcy), jak i Wielkiej Brytanii, Francji (do 1940) oraz nazistowskich Niemiec, przy czym eksport materiałów wojennych wymagał zezwolenia Rady Związkowej. Ze swojej strony Wielka Brytania wprowadziła natomiast embargo na dostawę do Szwajcarii wszelkich towarów, które mogłyby być następnie odsprzedane III Rzeszy. Niezależnie od tego przez długi okres szmuglowano tam jednak (przez neutralną Portugalię) precyzyjne części do maszyn (ciągadła diamentowe, kamienie zegarkowe, chronografy), w tym zapalników do bomb, które przesyłano jako przesyłki prywatne lub reklamowe (próbki handlowe). Aby uniknąć zadrażnień z Niemcami, wprowadzono łagodną, represyjną cenzurę publikacji, które mogłyby być uznawane za stronnicze (zakazano m.in. publikacji karykatur Hitlera czy znanego wystąpienia deputowanego z Graubünden Gaudenza Canovy), wzywając zarazem obywateli do zachowywania tajemnicy państwowej. Od 1944 Szwajcaria stała się miejscem wymiany ciężko rannych jeńców obydwu stron walczących w sąsiadujących krajach.
Będąc uzależnioną od niemieckich dostaw (a także włoskiego tranzytu – Szwajcaria nadal utrzymywała swoją flotę handlową składającą się z 14 statków i operującą z portów włoskich, jeden z nich został w czasie wojny storpedowany przez U-boota), Szwajcaria dążyła jednak do zapewnienia sobie samowystarczalności w zakresie wyżywienia (plan Wahlena); o ile w 1938 pod uprawę przeznaczano zaledwie 17% użytków rolnych, o tyle w 1942 już 46%. Areał upraw wzrósł ze 183 tys. ha do blisko 500 tys. ha. Mimo tych działań, podstawą wyżywienia był dwudniowy chleb z mąki ziemniaczanej (sprzedaż świeższego była zakazana). Pomimo tego zachęcano do dobroczynności i pomocy (zarówno uchodźcom – w tym zbiegłym z robót przymusowych obywatelom ZSRR, jak i własnym obywatelom), co było koniecznością w obliczu kryzysu, jaki w okresie wojny przeżywała branża turystyczna. Ponieważ zmobilizowani mężczyźni otrzymywali bardzo niski żołd, wynoszący zalewie 2 franki dziennie (równowartość piwa), w 1940 wprowadzono funkcjonujący do dzisiaj system ubezpieczeń społecznych, polegający na potrącaniu 2% wynagrodzenia, w zamian za co zmobilizowanym wypłacany jest zasiłek w wysokości 80% stałego wynagrodzenia.
W czasie II wojny światowej przywrócono w Szwajcarii karę śmierci za zdradę i szpiegostwo, którą wykonano w przypadku 15 wyroków z 33 wydanych. Zdrajców rozstrzeliwali żołnierze z jednostki, w której służyli.
Korzystając z tajemnicy bankowej w latach 1938–1945 Niemcy przekazali do Szwajcarii aktywa o szacunkowej wartości 6 miliardów dolarów (dziś to kwota około 60 miliardów dolarów; w połowie lat 90. XX wieku 2 szwajcarskie banki komercyjne wypłaciły 1,25 mld USD jako zwrot środków pochodzących z grabieży mienia żydowskiego przez Niemców), a rząd szwajcarski, świadom pochodzenia tych środków, nie zatamował ich napływu mimo wezwań krajów alianckich. W 1940 w czasie kampanii francuskiej dochodziło do zestrzeliwania naruszających szwajcarską przestrzeń powietrzną samolotów Luftwaffe (strącono co najmniej 11 samolotów). W odpowiedzi na to niemieccy dywersanci mieli wysadzić w powietrze dwie szwajcarskie bazy powietrzne i fabrykę amunicji, do czego jednak nie doszło na skutek dekonspiracji. Szwajcarska obrona przeciwlotnicza zestrzeliwała też – aczkolwiek mniej gorliwie – przelatujące przez swoje terytorium alianckie bombowce, a na skargi państw osi Szwajcarzy odpowiadali złośliwie, że ich obrona przeciwlotnicza nie jest tak doskonała jak niemiecka. W kwietniu 1944 amerykańska 8 Armia Powietrzna pomyłkowo zbombardowała Szafuzę, w wyniku czego zginęło 37 osób. Wiosną 1944 pod Zurychem wylądował pomyłkowo nowoczesny niemiecki myśliwiec nocny Messerschmit bf-110 z 60-centymetrowym radarem Würzburg. Na skutek niemieckich żądań został on następnie zniszczony (jego zdjęcia przekazano jednak wcześniej USA), w zamian za co Szwajcarzy zażądali 12 sztuk samolotów myśliwskich Messerschmitt Bf 109. Niemcy dostarczyli owe samoloty ale były to "odświeżone" w warsztatach wysłużone "Gustawy" [bf-109 G]. W trakcie eksploatacji w szwajcarskich siłach powietrznych okazało się, że samoloty trapią liczne awarie w związku z czym piloci narzekali na ten typ. 
5 września 1944 4 szwajcarskie Messerschmitty, eskortujące uszkodzony bombowiec amerykański do lotniska internowania w Dübendorf pod Zurychem (dwa samoloty po obu stronach skrzydeł samolotu naruszającego przestrzeń plus dwa gotowe do zestrzelenia intruza z tyłu), zostały zaatakowane przez amerykańskie samoloty myśliwskie P-51 Mustang, które zestrzeliły jeden samolot szwajcarski, a drugi uszkodziły. Amerykańscy lotnicy często mylili bowiem szwajcarskie samoloty myśliwskie produkcji niemieckiej z maszynami Luftwaffe. 10 września 1944 doszło do kolejnego starcia powietrznego z amerykańskim Mustangiem nad szczytami Jury, a w listopadzie 1944 Amerykanie zbombardowali stację rozrządową w Bazylei, czemu towarzyszyły ataki powietrzne dokonywane z niskiego pułapu. Ogółem od 1943 do 1945 w Szwajcarii rozbiło się lub przymusowo lądowało 166 samolotów USA AF. Zestrzeliwanych lotników amerykańskich przetrzymywano w obozie internowania nieopodal Davos. W czasie całej wojny internowano 1742 żołnierzy amerykańskich.
Po II wojnie światowej władzę w Szwajcarii sprawowały nadal rządy koalicyjne – trzon stanowili radykalni demokraci, chrześcijańscy konserwatyści i socjaldemokraci.
W 1960 Szwajcaria stała się jednym z członków założycieli Europejskiego Stowarzyszenia Wolnego Handlu (EFTA). Od 1963 Szwajcaria jest członkiem Rady Europy oraz wielu agencji i organizacji wyspecjalizowanych ONZ, siedzibą licznych organizacji i miejscem konferencji międzynarodowych (m.in. obrady Konferencji Bezpieczeństwa i SALT w Genewie) oraz spotkań na szczycie, np. Michaiła Gorbaczowa i Ronalda Reagana w 1985. W 1972 Szwajcaria ratyfikowała układy w dotyczące ustalenia nowych stosunków z Europejską Wspólnotą Gospodarczą o strefie wolnego handlu. W referendum z 1986 Szwajcarzy odrzucili propozycję Rady Związku formalnego członkostwa Szwajcarii do ONZ. Wobec postępującego w Europie tworzenia obszaru wspólnego rynku od końca lat osiemdziesiątych do 1992 w Szwajcarii miała miejsce publiczna debata na temat integracji ze Wspólnotą Europejską. W maju 1992 Szwajcaria uzyskała członkostwo Międzynarodowego Funduszu Walutowego oraz Banku Światowego. Odrzucony w referendum referendum z grudnia 1992 został natomiast podpisany w tym samym miesiącu układ o Europejskim Obszarze Gospodarczym. Przyczyną odrzucenia było przywiązanie społeczeństwa do tradycyjnych wartości szwajcarskiego federalizmu i zasady neutralności oraz z obaw przed dalszym napływem cudzoziemskich robotników. Mimo odrzucenia w referendum propozycji członkostwa w UE integracja Szwajcarii ze strukturami europejskimi nie została wstrzymana – Szwajcaria zawarła porozumienia handlowe z Unią Europejską finalizujące negocjacje prowadzone w latach dziewięćdziesiątych, uzyskały poparcie w referendum 2000. 12 grudnia 2008 Szwajcaria została członkiem układu z Schengen.